# 三重県道148号御衣野北猪飼線
三重県道148号御衣野北猪飼線（みえけんどう148ごう みぞのきたいかいせん）は、三重県桑名市を通る一般県道である。

## 概要
桑名市多度町御衣野から桑名市多度町北猪飼に至る。

### 路線データ
- 起点：桑名市多度町御衣野（字亥ノ谷2000番1[1]：御衣野西交差点、三重県道149号御衣野下野代線起点）
- 終点：桑名市多度町北猪飼（字室ヶ谷2374番5[1]：三重県道611号大泉多度線交点）
- 総延長：2,561 m

## 歴史
- 1995年（平成7年）4月1日 - 路線認定・供用開始[1][2]。

## 地理

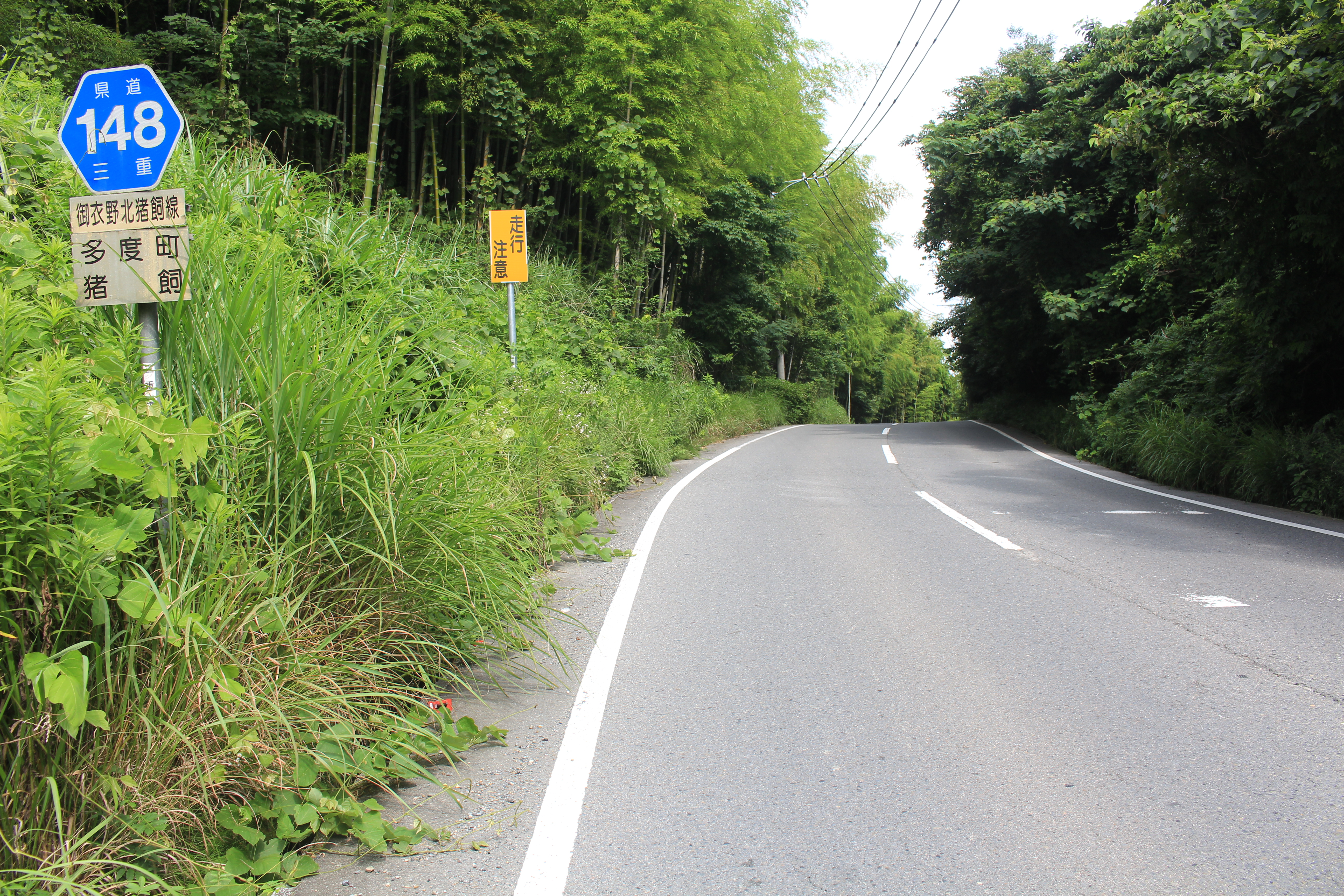
三重県道148号御衣野北猪飼線
桑名市多度町猪飼

### 通過する自治体
- 桑名市

### 交差する道路
| 交差する道路                | 交差する場所 | 交差する場所          |
| --------------------------- | ------------ | --------------------- |
| 三重県道149号御衣野下野代線 | 多度町御衣野 | 御衣野西交差点 / 起点 |
| 三重県道26号四日市多度線    | 多度町力尾   |                       |
| 三重県道611号大泉多度線     | 多度町猪飼   | 終点                  |

### 沿線
- 富士通三重工場